# Rue Yonge
Pour les articles homonymes, voir Yonge.
La rue Yonge (aussi connue en anglais sous le nom de Yonge Street) est une rue urbaine située dans le sud-est de l'Ontario, au Canada. Elle s'étend sur 57 kilomètres (35,5 miles) de Toronto, depuis le lac Ontario, jusqu'à East Gwillimbury, à quelques kilomètres du lac Simcoe. La rue est l'axe principal du nord au sud de la banlieue nord de Toronto avec une urbanisation constante du lac Ontario jusqu'à Newmarket.
Son nom fait référence à George Yonge.
Séparant Toronto du Nord au Sud, les grandes rues qui lui sont perpendiculaires sont nommées « West » et « East » selon qu'on se situe de l'un ou de l'autre côté de la rue Yonge.

## Histoire
Elle a été conçue par John Graves Simcoe, alors lieutenant-gouverneur du Haut-Canada, qui la voyait comme un modèle d'un important réseau de routes militaires. 
En 1795-96, on fit la route, entre l'avenue Eglinton et le lac Simcoe. 
Plus tard on fit une extension au sud jusqu'à la rue Bloor. Enfin, on continua jusqu'au lac Ontario.
Elle a été officiellement inscrite dans le Livre Guinness des records comme étant la rue la plus longue au monde avec ses 1 896 km, et ce jusqu'en 1999. Cela était dû à une erreur, la rue Yonge et la Route 11 ayant été mélangées. En effet, la rue Yonge fait « seulement » 56 kilomètres de long.

## Accès

### Métro
Du lac Ontario vers le lac Simcoe :
- King
- Queen
- Dundas
- College
- Wellesley
- Bloor-Yonge
- Rosedale
- Summerhill
- St. Clair
- Davisville
- Eglinton
- Lawrence
- York Mills
- Sheppard-Yonge
- North York Centre
- Finch

## Architecture et patrimoine

### Toronto
La rue coupe littéralement la ville de Toronto en deux et divise les rues perpendiculaires en deux : à l'ouest les rues en West et à l'est les rues en East. De part et d'autre de la rue, une architecture et un patrimoine remarquable sont visibles et ce en raison des différents points de la ville que la rue traverse : le front du lac, le vieux Toronto, le Centre-Ville, Bloor Street, Church Street, North York.

#### Côté ouest
Dans la direction sud - nord :
- Le World Trade Centre Toronto
- Le Pinnacle Centre
- La Gare Union
- L'Édifice public Dominion
- Le Temple de la renommée de l'IIHF
- Le Temple de la renommée du hockey
- Le One King Street West
- Le Royal Bank Building
- Le Dineen Building
- Le Hudson's Bay Queen Street
- Le F. W. Woolworth Building
- Le Centre Eaton Toronto et le Flight Stop
- Le Thonrton-Smith Building
- Le The 250
- L'Aura
- Le The Carlu
- Le College Park
- L'IOOF Hall
- L'Uptown Theatre
- Le Two Bloor West
- Le Masonic Temple
- Le Ramsden Park
- La York School
- L'Autorité ontarienne de réglementation des services financiers
- Le The One
- Le St. Michael's Cemetery
- La CHBM-FM
- La Christ Church Deer Park
- Le William McBrien Building
- Le Canada Square
- Le Yonge Eglinton Centre
- Le Paradise Comics
- Le Nestlé Canada Building
- Le Governement of Canada Building
- Le Mel Lastman Square
- Le North York Civic Centre
- Le Centerpoint Mall

#### Côté est
Dans la direction sud - nord :
- Le One Yonge Street
- La L Tower
- Le Meridian Hall
- L'Hotel Victoria
- Le Glad Day Bookshop
- Le Trader's Bank Building
- Le Canadian Pacific Building
- L'Arcade Building
- Les Elgin and Winter Garden Theatres
- Le 197 Yonge Street
- La Colonial Tavern
- La Massey Tower
- Le 205 Yonge Street
- Le John E. Thompson block
- La Toronto Film School
- Le Yonge-Dundas Square
- Le Little Canada
- Le The Tenor
- L'Empress Hotel
- La Toronto Metropolitan University Library
- Le Sam the Record Man
- La Zanzibar Tavern
- Le Concord Sky
- Le CAA Theatre
- Le The Brass Rail
- Le Hudson's Bay Centre
- Le One Bloor Street East
- La Bibliothèque publique de Toronto
- Le Royal College of Dental Surgeons of Ontario
- La Gare de North Toronto
- Le Roman Catholic Archidiocese of Toronto
- Le The Linden School
- Le Hollywood Theatre
- La Yorkminster Park Baptist Church
- Le Cimetière Mount Pleasant
- Les Harbour Plaza Residences
- Le Quantum 2
- Le Minto Midtown
- L'Alexander Muir Memorial Gardens
- La Miller Tavern
- Le York Mills Centre

### Markham
- Holy Cross Cemetery

### Richmond Hill
- Le Hillcrest Mall
- La Richmond Hill Public Library
- La Discovery Academy
- Le Richmond Hill Centre for the Performing Arts
- L'Académie de la Moraine

- La Richmond Hill United Church
- La The Loyal True Blue and Orange Home
- La Mon Sheong Foundation Chinese School
- Le Bond Lake

### Aurora
- La Aurora Public Library
- La Maison Hillary
- Le St. Andrew's College

### Newmarket
- L'Upper Canada Mall

### East Gwillimbury
- Le Holland Landing Airpark

## Galerie
|                           |
| Panneau indiquant la rue. |

|                                        |
| Yonge Street vu du ciel (30% visible). |

|             |
| North York. |

|                          |
| Yonge Street, août 2017. |

|                  |
| La construction. |